# Tom, Tom, the Piper's Son (film)
Tom, Tom, the Piper's Son is een korte Amerikaanse stomme film uit 1905 gebaseerd op het Engelse kinderversje Tom, Tom, the Piper's Son.

## Experimentele versie
In 1969 hergebruikte regisseur Ken Jacobs het filmmateriaal om er zijn eigen experimentele versie van te maken. De montage van Jacobs haalt de chronologie geheel uit de film en speelt veel met trucage om de film een heel andere visuele ervaring te geven. De trucage vulde de film ook heel erg op waardoor de speelduur verlengd werd met 107 minuten. De bewerkte versie van Jacobs werd 2007 in het National Film Registry opgenomen ter preservatie.